# Grand Prix automobile d'Allemagne 1972
Résultats du Grand Prix d'Allemagne de Formule 1 1972 qui a eu lieu sur le Nürburgring le 30 juillet 1972.

## Classement
| Pos  | N° | Pilote               | Écurie         | Tours | Temps/Abandon     | Grille | Points |
| ---- | -- | -------------------- | -------------- | ----- | ----------------- | ------ | ------ |
| 1    | 4  | Jacky Ickx           | Ferrari        | 14    | 1 h 42 min 12 s 3 | 1      | 9      |
| 2    | 9  | Clay Regazzoni       | Ferrari        | 14    | +48 s 3           | 7      | 6      |
| 3    | 10 | Ronnie Peterson      | March-Ford     | 14    | + 1 min 06 s 7    | 4      | 4      |
| 4    | 17 | Howden Ganley        | BRM            | 14    | + 2 min 20 s 2    | 18     | 3      |
| 5    | 5  | Brian Redman         | McLaren-Ford   | 14    | + 2 min 35 s 7    | 19     | 2      |
| 6    | 11 | Graham Hill          | Brabham-Ford   | 14    | + 2 min 59 s 6    | 15     | 1      |
| 7    | 26 | Wilson Fittipaldi    | Brabham-Ford   | 14    | + 3 min 00 s 1    | 21     |        |
| 8    | 28 | Mike Beuttler        | March-Ford     | 14    | + 5 min 10 s 7    | 27     |        |
| 9    | 6  | Jean-Pierre Beltoise | BRM            | 14    | + 5 min 20 s 2    | 13     |        |
| 10   | 7  | François Cevert      | Tyrrell-Ford   | 14    | + 5 min 43 s 7    | 5      |        |
| 11   | 1  | Jackie Stewart       | Tyrrell-Ford   | 13    | Collision         | 2      |        |
| 12   | 19 | Arturo Merzario      | Ferrari        | 13    | + 1 tour          | 22     |        |
| 13   | 16 | Andrea de Adamich    | Surtees-Ford   | 13    | + 1 tour          | 20     |        |
| 14   | 15 | Tim Schenken         | Surtees-Ford   | 13    | + 1 tour          | 12     |        |
| 15   | 8  | Chris Amon           | Matra          | 13    | + 1 tour          | 8      |        |
| Nc.  | 21 | Carlos Pace          | March-Ford     | 11    | Non classé        | 11     |        |
| Abd. | 2  | Emerson Fittipaldi   | Lotus-Ford     | 10    | Boîte de vitesses | 3      |        |
| Abd. | 20 | Henri Pescarolo      | March-Ford     | 10    | Accident          | 9      |        |
| Abd. | 3  | Denny Hulme          | McLaren-Ford   | 8     | Moteur            | 10     |        |
| Abd. | 14 | Mike Hailwood        | Surtees-Ford   | 8     | Suspension        | 16     |        |
| Abd. | 12 | Carlos Reutemann     | Brabham-Ford   | 6     | Différentiel      | 6      |        |
| Abd. | 22 | Rolf Stommelen       | Eifelland-Ford | 6     | Panne électrique  | 14     |        |
| Abd. | 25 | David Walker         | Lotus-Ford     | 6     | Fuite d'huile     | 23     |        |
| Abd. | 23 | Niki Lauda           | March-Ford     | 4     | Fuite d'huile     | 24     |        |
| Abd. | 27 | Derek Bell           | Tecno          | 4     | Moteur            | 25     |        |
| Abd. | 29 | Dave Charlton        | Lotus-Ford     | 4     | Pilote malade     | 26     |        |
| Abd. | 18 | Reine Wisell         | BRM            | 3     | Moteur            | 17     |        |

Légende :
- Abd.=Abandon.

## Pole position et record du tour
- Pole position : Jacky Ickx en 7 min 07 s 0 (vitesse moyenne : 192,520 km/h).
- Tour le plus rapide : Jacky Ickx en 7 min 13 s 6 au 10e tour (vitesse moyenne : 189,589 km/h).

## Tours en tête
- Jacky Ickx : 14 (1-14)

## À noter
- 8e victoire pour Jacky Ickx.
- 49e victoire pour Ferrari en tant que constructeur.
- 49e victoire pour Ferrari en tant que motoriste.